# 克里姆尔瀑布
克里姆尔瀑布（德語：Krimmler Wasserfälle）位于奥地利中西部萨尔茨堡州，萨尔察赫河上游支流克里姆尔河上，为奥地利阿尔卑斯山中落差最大的瀑布，落差为380米。瀑布分上、中、下三段，其中上段落差140米。瀑布可以从附近的村庄 Krimml 徒步或骑马抵达。